# Мэнголд, Джеймс
Джеймс Мэнголд (англ. James Mangold, род. 16 декабря 1963) — американский кинорежиссёр и сценарист, получивший наибольшую известность своими фильмами «Прерванная жизнь» и «Переступить черту», а также «Росомаха: Бессмертный» и «Логан», посвящённых приключениям Росомахи — персонажа комиксов Marvel «Люди Икс».

## Биография
Джеймс Мэнголд родился в 1963 году в Нью-Йорке в еврейской семье художников Сильвии Плимак Мэнголд и Роберта Мэнголда. После окончания школы поступил в Калифорнийский институт искусств. Одним из его преподавателей был режиссёр и теоретик американского кино Александр Маккендрик, автор таких фильмов, как «Человек в белом костюме» и «Виски в изобилии!», занимающих 58 и 24 места в списке 100 лучших британских фильмов за 100 лет по версии BFI. На третьем году обучения Маккендрик предложил Мэнгольду одновременно с режиссурой изучать актёрское мастерство. Одним из сокурсников Джеймса по театральной школе был Дон Чидл. К 21 году Джеймс Мэнгольд снял несколько короткометражных фильмов и получил предложение от студии Уолта Диснея с предложением стать её штатным сценаристом и режиссёром. Скоро он разочаровывается в этой работе и возвращается в Нью-Йорк.
Джеймс Мэнголд поступает в Колумбийский университет на отделение кинематографии. Там его наставником был Милош Форман. В 1995 году Мэнгольд дебютирует как режиссёр постановкой ленты «Толстяк» (иногда — «Тяжёлый», англ. «Heavy»), в которой также выступил в роли сценариста. Фильм получил Гран-при, а Мэнгольд — высшую награду за сценарий на Международном фестивале фильмов для детей и юношества в Гийоне, Испания. Кроме того, Мэнголду был вручён «Специальный приз жюри» за лучшую режиссуру на кинофестивале «Сандэнс», Юта, США, который признан ареной нового американского независимого кино.
Следующий фильм 1997 года «Полицейские» хотя и был снят с участием первоклассных и востребованных артистов (Роберт Де Ниро, Сильвестр Сталлоне, Харви Кейтель), выдающихся наград не завоевал. В 1999 году Мэнголд снимает фильм «Прерванная жизнь» с Вайноной Райдер и Анджелиной Джоли. За этот фильм Джоли получает 4 премии из 8 номинаций на самых престижных кинофестивалях мира, включая «Оскара» и «Золотой глобус» за лучшую женскую роль второго плана.
Бесспорно наиболее известный и успешный фильм из творчества Джеймса Мэнголда — «Переступить черту», который получил признание критиков и большое количество наград различных кинофестивалей, включая премии «Оскар», «Золотой глобус» и BAFTA за лучшую женскую роль для Риз Уизерспун.

## Личная жизнь
В 1999 году Мэнголд женился на продюсере Кэти Конрад, от которой у него есть двое сыновей. В сентябре 2014 года пара объявили о расставании. Бракоразводный процесс был завершён в 2018 году.

## Фильмография

### Кинематограф
| Год  | Нaзвaние                         | Режиссёр | Сценарист | Продюсер       |
| ---- | -------------------------------- | -------- | --------- | -------------- |
| 1988 | Оливер и компания                | Нет      | Да        | Нет            |
| 1995 | Толстяк                          | Да       | Да        | Нет            |
| 1997 | Полицейские                      | Да       | Да        | Нет            |
| 1999 | Прерванная жизнь                 | Да       | Да        | Нет            |
| 2001 | Лифт                             | Нет      | Нет       | Исполнительный |
| 2001 | Кейт и Лео                       | Да       | Да        | Нет            |
| 2003 | Идентификация                    | Да       | Нет       | Нет            |
| 2005 | Переступить черту                | Да       | Да        | Нет            |
| 2007 | Поезд на Юму                     | Да       | Нет       | Нет            |
| 2010 | Рыцарь дня                       | Да       | Нет       | Нет            |
| 2013 | Росомаха: Бессмертный            | Да       | Нет       | Нет            |
| 2017 | Логан                            | Да       | Да        | Исполнительный |
| 2017 | Величайший шоумен                | Нет      | Нет       | Исполнительный |
| 2019 | Ford против Ferrari              | Да       | Нет       | Да             |
| 2020 | Зов предков                      | Нет      | Нет       | Да             |
| 2023 | Индиана Джонс и Колесо судьбы    | Да       | Да        | Нет            |
| 2024 | Боб Дилан: Никому не известный   | Да       | Да        | Да             |
| TBA  | Безымянный приквел Звёздных войн | Да       | Да        | TBA            |
| TBA  | Болотнaя твaрь                   | Да       | Да        | TBA            |

### Телевидение
| Год(ы)    | Нaзвaние                | Режиссёр | Продюсер        | Сценарист | Примечания                                                         |
| --------- | ----------------------- | -------- | --------------- | --------- | ------------------------------------------------------------------ |
| 1986      | Воскресный фильм Диснея | Нет      | Нет             | Да        | Эпизод: "Олень с улицы Дикона"                                     |
| 1992      | Глиняная пасха          | Нет      | Нет             | Сюжет     | Телефильм                                                          |
| 2006-2008 | Люди в деревьях         | Да       | Исполнительный  | Нет       | Режиссёр (Эпизод: "Пилот") / Исполнительный продюсер (36 эпизодов) |
| 2012      | Нью-Йорк 22             | Да       | Нет             | Нет       | Эпизод: "Пилот"                                                    |
| 2012-2013 | Вегас                   | Да       | Исполнительный  | Нет       | Режиссёр (Эпизод: "Пилот") / Исполнительный продюсер (21 эпизод)   |
| 2015-2017 | Зоо-апокалипсис         | Нет      | Исполнительный  | Нет       | 21 эпизод                                                          |
| 2017-2018 | Проклятье               | Нет      | Исполнительный  | Нет       | 10 эпизодов                                                        |
| 2019-2022 | Город на холме          | Нет      | Консультирующий | Нет       | 26 эпизодов                                                        |

## Награды и номинации
| Премия                         | Год  | Фильм                            | Категория                      | Результат |
| ------------------------------ | ---- | -------------------------------- | ------------------------------ | --------- |
| «Оскар»                        | 2018 | «Логан»                          | Лучший адаптированный сценарий | Номинация |
| «Оскар»                        | 2020 | «Ford против Ferrari»            | Лучший фильм                   | Номинация |
| «Оскар»                        | 2025 | «Боб Дилан: Никому не известный» | Лучший фильм                   | Номинация |
| «Оскар»                        | 2025 | «Боб Дилан: Никому не известный» | Лучший режиссёр                | Номинация |
| «Оскар»                        | 2025 | «Боб Дилан: Никому не известный» | Лучший адаптированный сценарий | Номинация |
| BAFTA                          | 2025 | «Боб Дилан: Никому не известный» | Лучший фильм                   | Номинация |
| BAFTA                          | 2025 | «Боб Дилан: Никому не известный» | Лучший адаптированный сценарий | Номинация |
| «Сатурн»                       | 2018 | «Логан»                          | Лучший сценарий                | Номинация |
| «Сатурн»                       | 2024 | «Индиана Джонс и Колесо судьбы»  | Лучший режиссёр                | Номинация |
| «Спутник»                      | 2005 | «Переступить черту»              | Лучший режиссёр                | Номинация |
| «Спутник»                      | 2005 | «Переступить черту»              | Лучший адаптированный сценарий | Номинация |
| «Спутник»                      | 2019 | «Ford против Ferrari»            | Лучший режиссёр                | Победа    |
| Каннский кинофестиваль         | 1995 | «Толстяк»                        | Золотая камера                 | Номинация |
| Премия Гильдии режиссёров США  | 2025 | «Боб Дилан: Никому не известный» | Лучший режиссёр                | Номинация |
| Премия Гильдии продюсеров США  | 2020 | «Ford против Ferrari»            | Лучший фильм                   | Номинация |
| Премия Гильдии сценаристов США | 2018 | «Логан»                          | Лучший адаптированный сценарий | Номинация |
| Премия Гильдии сценаристов США | 2025 | «Боб Дилан: Никому не известный» | Лучший адаптированный сценарий | Номинация |